# Lac Tippecanoe
Le lac Tippecanoe est un lac glaciaire situé dans le comté de Kosciusko dans l'État de l'Indiana aux États-Unis.
La superficie du lac atteint les 360 ha.
Sa profondeur moyenne est de 11 mètres avec des fonds pouvant atteindre 37 mètres.
Les eaux du lac s'évacue par l'émissaire de la rivière Tippecanoe qui elle-même se jette dans la rivière Wabash qui est un affluent de la rivière Ohio qui se jette dans le fleuve Mississippi.